# Luca Vettori
Luca Vettori (Parma, 26 aprile 1991) è un ex pallavolista italiano, di ruolo opposto.

## Carriera

### Club
La carriera di Luca Vettori inizia nel 2007 nel Piacenza, con la squadra che disputa il campionato di Serie C: nella stagione successiva, con la stessa società disputa il campionato di Serie B2.
Dopo un'annata nel Parma, in Serie B1, nella stagione 2010-11 entra a far parte del progetto federale del Club Italia, a Roma, sempre in Serie B1, dove resta per due stagioni, facendo anche l'esordio tra i professionisti nel campionato 2011-12, in Serie A2. Nella stagione 2012-13 torna nel club di Piacenza, questa volta nella squadra di Serie A1, con cui vince la Challenge Cup 2012-13 e la Coppa Italia 2013-14.
Nella stagione 2014-15 viene ingaggiato dal Modena, dove resta per tre annate, vincendo due Coppe Italia, due Supercoppe italiane e lo scudetto 2015-16, competizione nella quale viene premiato come MVP.
Nella stagione 2017-18 si accasa alla Trentino, sempre in Superlega, con cui conquista il campionato mondiale per club 2018 e la Coppa CEV 2018-19: dopo un triennio con la formazione trentina, per il campionato 2020-21 rientra in forza al club modenese.
Per la stagione 2021-22 è annunciato allo Shanghai, nella Chinese Volleyball Super League: tuttavia resta inattivo poiché il campionato non viene disputato a causa delle restrizioni per la pandemia di COVID-19. Nell'annata 2022-23 firma per il Narbonne, nella Ligue A francese: al termine della stagione annuncia il suo ritiro dall'attività agonistica.

### Nazionale
Tra il 2008 e il 2011 milita nelle nazionali giovanili italiane.
Nel 2012 ottiene le prime convocazioni nella nazionale maggiore, con la quale, nel 2013, vince la medaglia di bronzo alla World League 2013, bissata anche nell'edizione 2014, quella d'argento al campionato europeo e il bronzo alla Grand Champions Cup.
Nel 2015 si aggiudica la medaglia d'argento alla Coppa del Mondo e quella di bronzo al campionato europeo, nel 2016 quella d'argento ai Giochi della XXXI Olimpiade e nel 2017 l'argento alla Grand Champions Cup.
Ottiene le ultime convocazioni in nazionale nel 2021, in occasione dei Giochi della XXXII Olimpiade.

## Palmarès

### Club
- Campionato italiano: 1

2015-16
- Coppa Italia: 3

2013-14, 2014-15, 2015-16
- Supercoppa italiana: 2

2015, 2016
- Challenge Cup: 1

2012-13
- Campionato mondiale per club: 1

2018
- Coppa CEV: 1

2018-19

### Premi individuali
- 2009 - Campionato mondiale under 19: Miglior realizzatore
- 2013 - Serie A1: Miglior under 23
- 2013 - Campionato europeo: Miglior attaccante
- 2015 - Supercoppa italiana: MVP
- 2016 - Coppa Italia: MVP